# Sénateurs désignés par l'Assemblée de Madrid
Les sénateurs désignés par l'Assemblée de Madrid représentent la communauté de Madrid au Sénat espagnol.

## Normes et désignation
La faculté pour chaque communauté autonome de désigner un ou plusieurs sénateurs au Sénat, conçu comme une chambre de représentation territoriale, est énoncée à l'article 69, alinéa 5, de la Constitution espagnole de 1978. La désignation est régie par les articles 12 et 16 du statut d'autonomie de la communauté de Madrid ainsi que par le règlement de l'Assemblée de Madrid,.
Seuls les députés de l'Assemblée de Madrid peuvent être désignés sénateurs. La perte de la qualité de député régional met fin automatiquement au mandat de sénateur désigné. Après la tenue des élections régionales et la constitution de l'Assemblée, le président de celle-ci demande à la délégation du gouvernement dans la communauté de Madrid un certificat mentionnant la population de droit au moment des dernières élections sénatoriales. Il revient ensuite au bureau de l'Assemblée, en collaboration avec la junte des porte-parole, de fixer le nombre de sénateurs devant être désignés par l'Assemblée. Les sièges sont ensuite répartis proportionnellement entre les groupes parlementaires. Les groupes sont chargés de présenter leurs candidats dans le délai imparti par le bureau. La liste unique est ensuite soumise au vote de l'ensemble des députés dans un délai qui ne peut excéder celui d'un mois à compter de la séance constitutive de l'Assemblée. En cas de vacance, le groupe dont est issu le sénateur démissionnaire est chargé de proposer un nouveau candidat. Les modifications postérieures apportées à la composition des groupes ne sont pas de nature à modifier la répartition effectuée en début de législature.
La dissolution de l'Assemblée met fin au mandat des sénateurs désignés, ceux-ci restent néanmoins en poste, s'il conservent leur qualité de député entre la dissolution et la constitution de la nouvelle assemblée, jusqu'à la désignation des nouveaux sénateurs. En cas de dissolution du Sénat, les sénateurs désignés restent en place sans nécessité d'un nouveau vote.

## Synthèse
| AP      |       | 2 | 2 |   |   |   |   |   |   |   |   |   |   |   |   |  |  |  |  |
| PSOE    |       | 3 | 2 | 2 | 1 | 2 | 2 | 2 | 2 | 3 | 2 | 2 | 2 | 1 | 1 |  |  |  |  |
| CDS     |       |   | 1 |   |   |   |   |   |   |   |   |   |   |   |   |  |  |  |  |
| PP      |       |   |   | 2 | 3 | 4 | 3 | 3 | 4 | 4 | 5 | 3 | 2 | 5 | 5 |  |  |  |  |
| IU      |       |   |   | 1 | 1 |   | 1 | 1 |   |   |   |   |   |   |   |  |  |  |  |
| Podemos |       |   |   |   |   |   |   |   |   |   |   | 1 |   |   |   |  |  |  |  |
| Cs      |       |   |   |   |   |   |   |   |   |   |   | 1 | 2 |   |   |  |  |  |  |
| MM      |       |   |   |   |   |   |   |   |   |   |   |   | 1 | 1 | 1 |  |  |  |  |
|         |       |   |   |   |   |   |   |   |   |   |   |   |   |   |   |  |  |  |  |
| Total   | Total | 5 | 5 | 5 | 5 | 6 | 6 | 6 | 6 | 7 | 7 | 7 | 7 | 7 | 7 |  |  |  |  |

## Législatures

### Ire
| Parti | Parti                       | Sénateurs désignés                 | Voix |
| ----- | --------------------------- | ---------------------------------- | ---- |
| PSOE  |                             | Francisca Sauquillo Pérez del Arco | NC   |
| PSOE  | Sócrates Gómez Pérez        |                                    | NC   |
| PSOE  | María Elena Flores Valencia |                                    | NC   |
| AP    |                             | Carlos Robles Piquer               | NC   |
| AP    | Luis Guillermo Perinat Elio |                                    | NC   |

- Désignation : 13 juin 1983.

### IIe
| Parti | Parti                       | Sénateurs désignés                 | Voix |
| ----- | --------------------------- | ---------------------------------- | ---- |
| PSOE  |                             | Francisca Sauquillo Pérez del Arco | NC   |
| PSOE  | María Elena Flores Valencia |                                    | NC   |
| AP    |                             | Alberto Ruiz-Gallardón Jiménez     | NC   |
| AP    | Luis Eduardo Cortés Muñoz   |                                    | NC   |
| CDS   |                             | Fernando Castedo Álvarez           | NC   |

- Désignation : 28 juillet 1987.
- Elena Flores (PSOE) est remplacée en octobre 1989 par Marcos Sanz Agüero.
- Alberto Ruiz-Gallardón (PP) est remplacé en octobre 1989 par Juan Van-Halen Acedo.
- Fernando Castedo (CDS) est remplacé en octobre 1989 par Gerardo Harguindey Banet.

### IIIe
| Parti | Parti                     | Sénateurs désignés       | Voix |
| ----- | ------------------------- | ------------------------ | ---- |
| PP    |                           | Juan Van-Halen Acedo     | NC   |
| PP    | Luis Eduardo Cortés Muñoz |                          | NC   |
| PSOE  |                           | Teófilo Serrano Beltrán  | NC   |
| PSOE  | Marcos Sanz Agüero        |                          | NC   |
| IU    |                           | Isabel Vilallonga Elviro | NC   |

- Désignation : 16 juillet 1991.
- Marcos Sanz (PSOE) est remplacé en octobre 1991 par Francisca Sauquillo Pérez del Arco.
  - Paquita Sauquillo (PSOE) est remplacée en juin 1994 par Fernando Abad Bécquer.
- Luis Eduardo Cortés (PP) est remplacé en juin 1993 par Jesús Pedroche Nieto.
- Teófilo Serrano (PSOE) est remplacé en juin 1994 par Dolores García-Hierro Caraballo.

### IVe
| Parti | Parti                    | Sénateurs désignés              | Voix        |
| ----- | ------------------------ | ------------------------------- | ----------- |
| PP    |                          | Pío García-Escudero Márquez     | Assentiment |
| PP    | Luis María Huete Morillo |                                 | Assentiment |
| PP    | Pedro Calvo y Poch       |                                 | Assentiment |
| PSOE  |                          | Dolores García-Hierro Caraballo | Assentiment |
| IU    |                          | José Luis Nieto Cicuéndez       | Assentiment |

- Désignation : 6 juillet 1995.
- Dolores García-Hierro (PSOE) est remplacée en mars 1996 par Jaime Lissavetzky Díez par assentiment.

### Ve
| Parti | Parti                          | Sénateurs désignés          | Voix |
| ----- | ------------------------------ | --------------------------- | ---- |
| PP    |                                | Pío García-Escudero Márquez | 84   |
| PP    | Juan Van-Halen Acedo           |                             | 84   |
| PP    | Rosa María Posada Chapado      |                             | 84   |
| PP    | Carmen Álvarez-Arenas Cisneros |                             | 84   |
| PSOE  |                                | Cristina Almeida Castro     | 84   |
| PSOE  | Jaime Lissavetzky Díez         |                             | 84   |

- Désignation : 15 juillet 1999.
- Jaime Lissavetzky (PSOE) est remplacé en avril 2000 par Pedro Feliciano Sabando Suárez par assentiment.

### VIe
| Parti | Parti                          | Sénateurs désignés               | Voix        |
| ----- | ------------------------------ | -------------------------------- | ----------- |
| PP    |                                | Miguel Ángel Villanueva González | Assentiment |
| PP    | Antonio Germán Beteta Barreda  |                                  | Assentiment |
| PP    | Juan Van-Halen Acedo           |                                  | Assentiment |
| PSOE  |                                | Rafael Simancas Simancas         | Assentiment |
| PSOE  | Pedro Feliciano Sabando Suárez |                                  | Assentiment |
| IU    |                                | Eduardo Cuenca Cañizares         | Assentiment |

- Désignation : 9 juillet 2003.

### VIIe
| Parti | Parti                          | Sénateurs désignés            | Voix        |
| ----- | ------------------------------ | ----------------------------- | ----------- |
| PP    |                                | Antonio Germán Beteta Barreda | Assentiment |
| PP    | Luis Eduardo Cortés Muñoz      |                               | Assentiment |
| PP    | Juan Van-Halen Acedo           |                               | Assentiment |
| PSOE  |                                | Rafael Simancas Simancas      | Assentiment |
| PSOE  | Pedro Feliciano Sabando Suárez |                               | Assentiment |
| IU    |                                | Eduardo Cuenca Cañizares      | Assentiment |

- Désignation : 11 décembre 2003.
- Luis Eduardo Cortés (PP) est remplacé en septembre 2005 par José Ignacio Echeverría Echániz avec 56 voix favorables.

### VIIIe
| Parti | Parti                           | Sénateurs désignés            | Voix |
| ----- | ------------------------------- | ----------------------------- | ---- |
| PP    |                                 | Antonio Germán Beteta Barreda | 108  |
| PP    | Luis Peral Guerra               |                               | 108  |
| PP    | Juan Van-Halen Acedo            |                               | 108  |
| PP    | José Ignacio Echeverría Echániz |                               | 108  |
| PSOE  |                                 | Rafael Simancas Simancas      | 108  |
| PSOE  | Ruth Porta Cantoni              |                               | 108  |

- Désignation : 28 juin 2007.
- Antonio Beteta (PP) est remplacé en juin 2008 par María Gádor Ongil Cores avec 103 voix favorables.
- José Ignacio Echeverría (PP) est remplacé en juin 2008 par Beatriz María Elorriaga Pisarik avec 103 voix favorables.
- Rafael Simancas (PSOE) est remplacé en mars 2008 par Matilde Fernández Sanz avec 96 voix favorables.

| Parti | Parti | Sénateurs désignés | Voix |
| ----- | ----- | ------------------ | ---- |
| PSOE  |       | José Quintana Viar | 96   |

- Désignation supplémentaire en raison de l'augmentation du nombre de sénateurs à désigner : 27 mars 2008.

### IXe
| Parti | Parti                               | Sénateurs désignés              | Voix |
| ----- | ----------------------------------- | ------------------------------- | ---- |
| PP    |                                     | Beatriz María Elorriaga Pisarik | 104  |
| PP    | Francisco Granados Lerena           |                                 | 104  |
| PP    | María Gádor Ongil Cores             |                                 | 104  |
| PP    | Luis Peral Guerra                   |                                 | 104  |
| PP    | María Elvira Rodríguez Herrer       |                                 | 104  |
| PSOE  |                                     | Tomás Gómez Franco              | 104  |
| PSOE  | Carmen Menéndez González-Palenzuela |                                 | 104  |

- Désignation : 29 juin 2011.
- Elvira Rodríguez (PP) est remplacée en décembre 2011 par Esteban Parro avec 102 voix favorables.
- Tomás Gómez (PSOE) est remplacé en décembre 2013 par José Quintana Viar avec 97 voix favorables.
- Francico Granados (PP) est remplacé en avril 2014 par Íñigo Henríquez de Luna avec 64 voix favorables.
- Maru Menéndez (PSOE) est remplacée en février 2015 par Encarnación Moya avec 108 voix favorables.

### Xe
| Parti   | Parti                        | Sénateurs désignés                 | Voix        |
| ------- | ---------------------------- | ---------------------------------- | ----------- |
| PP      |                              | Jesús Fermosel Díaz                | Assentiment |
| PP      | Ana Isabel Mariño Ortega     |                                    | Assentiment |
| PP      | Juan Soler-Espiauba Gallo    |                                    | Assentiment |
| PSOE    |                              | José Carmelo Cepeda García de León | Assentiment |
| PSOE    | María Encarnación Moya Nieto |                                    | Assentiment |
| Podemos |                              | Ramón María Espinar Merino         | Assentiment |
| Cs      |                              | Tomás Marcos Arias                 | Assentiment |

- Désignation : 9 juillet 2015.
- Ana Mariño (PP) est remplacée en octobre 2017 par Jaime González Taboada avec 48 voix favorables.
- Ramón Espinar (Podemos) est remplacé en février 2019 par Jacinto Morano González avec 62 voix favorables.

### XIe
| Parti | Parti                              | Sénateurs désignés       | Voix |
| ----- | ---------------------------------- | ------------------------ | ---- |
| PSOE  |                                    | Pilar Llop Cuenca        | 112  |
| PSOE  | José Carmelo Cepeda García de León |                          | 112  |
| PP    |                                    | Ana Camins Martínez      | 112  |
| PP    | David Erguido Cano                 |                          | 112  |
| Cs    |                                    | Tomás Marcos Arias       | 112  |
| Cs    | Carlota Santiago Camacho           |                          | 112  |
| MM    |                                    | Eduardo Fernández Rubiño | 112  |

- Désignation : 10 juillet 2019.
- David Erguido (PP), démissionnaire en septembre 2020, est remplacé par María Paloma Adrados Gautier.

### XIIe
| Parti | Parti                               | Sénateurs désignés   | Voix |
| ----- | ----------------------------------- | -------------------- | ---- |
| PP    |                                     | Ana Camins Martínez  | 112  |
| PP    | María Paloma Adrados Gautier        |                      | 112  |
| PP    | Alicia Sánchez-Camacho Pérez        |                      | 112  |
| PP    | Eduardo Raboso García-Baquero       |                      | 112  |
| PP    | Jaime Miguel de los Santos González |                      | 112  |
| MM    |                                     | Pablo Gómez Perpinyà | 112  |
| PSOE  |                                     | Pilar Llop Cuenca    | 112  |

- Désignation : 8 juillet 2021.
- Pilar Llop (PSOE) ne siège pas et est remplacée en septembre 2021 par José Cepeda par assentiment.

### XIIIe
| Parti | Parti                                    | Sénateurs désignés           | Voix |
| ----- | ---------------------------------------- | ---------------------------- | ---- |
| PP    |                                          | María del Mar Blanco Garrido | 131  |
| PP    | Míriam Bravo Sánchez                     |                              | 131  |
| PP    | Yolanda Ibarrola de la Fuente            |                              | 131  |
| PP    | Enrique Ruiz Escudero                    |                              | 131  |
| PP    | Alfonso Carlos Serrano Sánchez-Capuchino |                              | 131  |
| MM    |                                          | Carla Delgado Gómez          | 131  |
| PSOE  |                                          | Juan Lobato Gandarias        | 131  |

- Désignation : 13 juillet 2023.